# Orinduik
Orinduik ist eine Gemeinde in der Region Potaro-Siparuni in Guyana. Der Ort liegt unmittelbar an der Grenze zu Brasilien. Im Umkreis Orinduiks gibt es eine Diamanten-Mine und einen Wasserfall. Die Einwohnerzahl beträgt 28.